# Arquidiócesis de Bósforo
La arquidiócesis de Bósforo (en latín: Archidioecesis Bosporana y en italiano: Arcidiocesi di Bosporo o Vospro) fue una circunscripción eclesiástica de la Iglesia católica en Crimea. Se trataba de una arquidiócesis latina, sede metropolitana de la provincia eclesiástica de Bósforo. Fue suprimida de hecho probablemente en el siglo XIV por los mongoles y restaurada como arquidiócesis titular en 1926. Desde el 17 de enero de 1965 es sede vacante.

## Territorio y organización

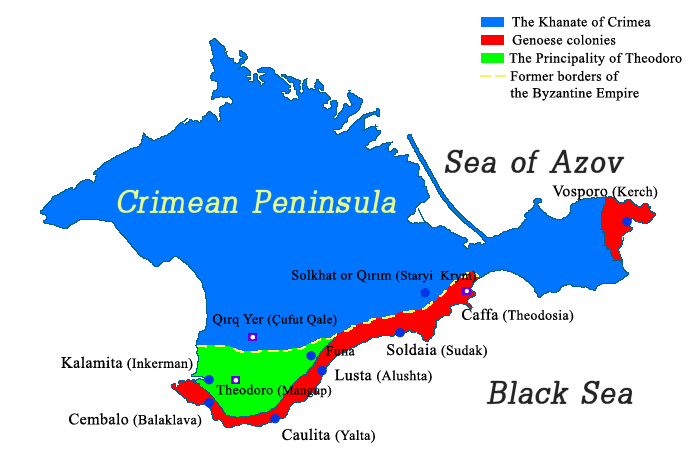
Mapa de las posesiones genovesas (color rojo) de la Gazaria en Crimea en el

La arquidiócesis extendía su jurisdicción sobre los fieles católicos de rito latino residentes en la ciudad de Bósforo en la península de Crimea, que era parte de la colonia de Gazaria de la República de Génova.
La sede de la arquidiócesis se encontraba en la ciudad de Bósforo (actual Kerch).
La arquidiócesis tenía como sufragáneas a las diócesis de Caffa, Pera, Quersoneso, Sebastopol de Abasgia y Trebisonda.

## Historia
Bósforo (en genovés: Vospro), la antigua Panticapeo, fue una antigua sede arzobispal cuyo primer prelado participó en el Concilio ecuménico de Nicea (325). Según el Anuario Pontificio esta sede pertenecía a la provincia romana de Zechia. La sede aparece como sede autocéfala en las Notitiae Episcopatuum de mediados del siglo VII. Se conocen obispos griegos ya en el siglo XI.
En 1310 Bósforo pasó de los tártaros a la República de Génova que la rebautizó como Cerchio y fue incorporada a Gazaria, la unidad administrativa de las colonias genovesas en Crimea que tenían su capital en Caffa. Los genoveses la fortificaron y la utilizaron principalmente como centro estratégico de almacenamiento de mercancías. 
En la primera mitad del siglo XIV dos dominicos de Caffa, Francesco da Camerino y Riccardo l'Inglese, llegaron a predicar la fe católica en Vospro (nombre italiano de la ciudad). En aquella época estaba gobernado por un señorío alano encabezado por Milleno. Los alanos profesaban la fe cristiana ortodoxa de rito bizantino. Convencido por los dos misioneros a unirse al catolicismo, Milleno a su vez convirtió a uno de sus vecinos, Versacht, "rex Ziccorum" (quizás un príncipe circasiano). Como era costumbre en la época, la conversión del príncipe trajo consigo la conversión de todo su pueblo.
Dos misioneros no bastarían como guías religiosos para dos poblaciones enteras. Entonces Francesco y Riccardo fueron a Aviñón para explicar la situación al papa Juan XXII y pedir ayuda. Llegados el 28 de abril de 1333 a la ciudad papal, persuadieron al papa para que escribiera al superior general de la orden para obtener nuevos misioneros. Además, el 5 de julio de 1333, Juan XXII, mediante la bula Nuper ex certis, erigió Bósforo en arquidiócesis dedicada a san Miguel Arcángel. Francesco da Camerino fue nombrado arzobispo, mientras que a Riccardo se le dio el título de obispo de Quersoneso, sufragáneo de Bósforo. El propio Riccardo fue recomendado por el papa al rey de Zichi.
La vida de estas dos diócesis parece haber sido muy corta. El papa, aprovechando la experiencia de los dos dominicos, les confió una tarea en la corte de Bizancio, lo que les obligó a regresar a Aviñón, incluso antes de llegar a sus sedes. También es seguro que Riccardo todavía estaba en Francia en mayo de 1338. Según Loenertz los dos principados de Bósforo y Quersoneso fueron destruidos por el kan de la Horda de Oro Janibec, que ya había atacado Tana y que también había sitiado Caffa en 1345. Ciertamente en los documentos occidentales los nombres de los dos obispos dominicos y sus sedes ya no aparecen después de 1338.
Además de Quersoneso, otras diócesis situadas en muchas de las colonias genovesas a lo largo de la costa del mar Negro también dependían de la metrópolis de Bósforo: Caffa, Sebastopol, Trebisonda, Pera. La unión de estas sedes con Bósforo fue en realidad efímera, por no decir sólo teórica.

### Arquidiócesis titular
Desde 1926 Bósforo figura entre las sedes titulares de la Iglesia católica como arquidiócesis de Bósforo. Desde el 17 de enero de 1965 es sede vacante.

## Episcopologio

### Arzobispos griegos
- Cadmo † (mencionado en 325)
- Anónimo † (mencionado el 24 de agosto de 358)
- Eudossio † (antes de 448-después de 459)
- Giovanni I † (antes de 517-después de 536)
- Andrea † (mencionado en 680)
- Antonio † (en la época del patriarca Focio)[3]
- Luca † (mencionado en 879)
- Giovanni II † (mencionado en 1028)[4]
- Gregorio † (mencionado en 1071)[5]

### Arzobispo latino
- Francesco da Camerino, O.P. † (24 de julio de 1333-?)

### Arzobispos titulares
- Josef Alois Kessler † (23 de enero de 1930-9 de diciembre de 1933 falleció)
- José Ignacio Márquez y Tóriz † (17 de noviembre de 1934-28 de julio de 1945 sucedió al arzobispo de Puebla de los Ángeles)
- Joseph Charbonneau † (9 de febrero de 1950-19 de noviembre de 1959 falleció)
- Jean-Marie Villot † (17 de diciembre de 1959-17 de enero de 1965 sucedió al arzobispo de Lyon)